# Ager (clasificación)

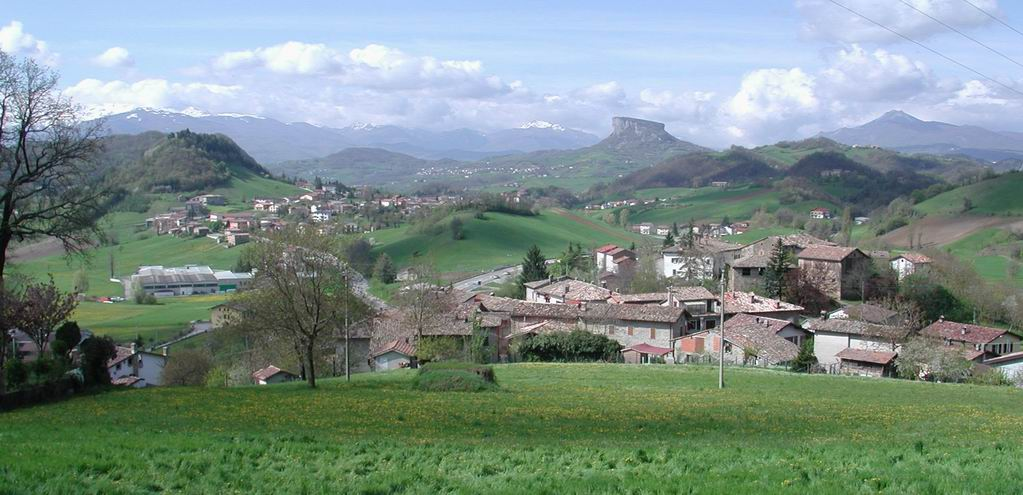
Montes Apeninos, en los alrededores de Pietra di Bismantova, en Italia.

Ager, literalmente «el campo», era el nombre genérico del terreno geográfico de una región o de un territorio político, también el campo natural, militar, civil o de los dioses romanos, e incluye los ámbitos urbanos y rurales, lo público y lo privado, según la clasificación de los conceptos legislados en la antigua Roma. El ager publicus y como complemento el ager privatus era la división jurídica del suelo, del territorio. El ager publicus , es decir, la propiedad territorial del Estado, se extendió con la historia de las campañas militares romanas.

## Etimologías
Ager, latín, del griego agros «el campo». Según Ulpiano ager significa «agro» y es un terreno sin casa. Según Jaloveno el agro son aquellos fundos que se adquieren para el uso de alguien. Para Florentino (jurista), un terreno sin edificio se llama solar cuando esta en la ciudad y agro en el campo, los agro con edificio se llaman también fundos. Agr o Agri, del griego agrios, «fiero o agreste».

## Distribución del Ager
Sobre los terrenos conquistados dentro de Italia (Ager romanus y Ager italicus) se hace una primera división y subdivisión:
- Ager publicus: 
  - Ager publicus divini juris, que el pueblo romano dedica al culto, como el campo de Marte.
  - Ager publicus humanae juris, que más tarde se refunde en los bienes patrimoniales del príncipe, que tal vez absorben todo el ager publicus, así el divini como el humanae juris.

- Ager privatus

El ager conquistado se hace siempre ager publicus, ex jure quiritium y corresponde siempre al pueblo romano, este no cede el dominium, sino exclusivamente la posesión (possessio) o la posesión duradera (longa possessio), esto es, derecho sobre las tierras que trae consigo la facultad de usar y disfrutar, pero no el jus abutendi característico que se dio en el Ager romanus y en el Ager italicus.
En concepto de ager publicus pasaba a la administración de la República romana, podía  subastarse en porciones (agri quaestorii) o dividirse en suertes a distribuir gratuitamente al pueblo o exclusivamente a soldados veteranos establecidos en colonia (agri asignati). Las distribuciones del derecho romano ponían la tierra en condición de ager privatus, quedando a disposición de cualquier ciudadano que quisiere ocuparlo, desmontarlo y cultivarlo (agri occupatori), algunas veces gratuitamente, otras mediante cierta prestación, en arriendo, enfiteusis o también en posesión indefinida y hereditaria (longa possesio). Así no puede tener lugar sobre ese terreno el pleno dominio romano (dominium). 
La tierra en las provincias romanas (salvo excepciones), es al principio propiedad del pueblo romano (ager publicus) a disposición de las personas privadas. Los detentadores particulares no son propietarios, se considera que no tienen más que la posesión y el goce, mediante un tributo que paga la tierra o usufructo (usufructum). Por esto las tierras en provincia se llaman posesiones (possessiones) y no propiedades.
Se necesitaba una ley y la demarcación de los límites para que el ager publicus se convirtiese en ager privatus. Elevar la possesio a propiedad privada ocurría raras veces, se efectuaba con carácter público y religioso, así esta pasaba de res pública a ser privada res.
Vectígali era cuando se pagaba un censo al tesoro público y en general subsicibi para aquellos que quedaban en dominio público. Las leyes agrarias, las de los Gracos, y las que se sucedieron, se refieren todas al ager publicus.

## Clasificación legislada en Roma
Algunos tipos de Ager:
- Adsignatus. Campo o terreno concedido, que el pueblo romano concede a los ciudadanos o latinos.

- Adsignatus et divisus. Campo o terreno del pueblo romano que después de parcelado se concede para el establecimiento de colonias a los veteranos del ejército por sus servicios o a los aliados latinos.

- Arcifinalis. Campo o terreno que no ha sido delimitado por los agrimensores y cuyos límites son elementos naturales.

- Colonicus. Campo o terreno del pueblo romano concedido para fundar una nueva colonia.

- Compascuss. Campo o terreno destinado al pastoreo y concedido a los habitantes de una ciudad o municipio para su uso en común.

- Desertus. Campo o terreno abandonado por sus propietarios y no cultivado. En el bajo imperio se autoriza la ocupación por cualquiera y no se concedía la acción reivindicatoria una vez transcurridos dos años desde su abandono.

- Emphyteuticarius. no cultivado que se concedía a largo plazo o perpetuidad a colonos que debían plantar y cultivar con la obligación de pagar un canon o renta, conforme al contrato de emphyteutis.

- Hosticus. Campo o terreno enemigo de un pueblo en guerra o no aliado con roma.

- Italicus. El que fue incorporándose a Roma por las sucesivas guerras de conquista  en la península itálica. Se distinguía del ager romanus en una primera época.

- Limitatus. Delimitado por límites artificiales o linderos establecidos por agrimensores, objeto de propiedad privada.

- Occupatorius. Territorio ocupado al enemigo y anexionado al suelo romano. Parte del ager publicus que podía ser ocupado por los particulares, estos considerados possesores podían transmitir sus derechos inter vivos o mortis causa. Las leges agrariae imponían determinados límites para la ocupación de estos campos.

- Privatus. Campo o terreno de la propiedad privada de una persona.

- Provincialis. Campo o fundos provinciales.

- Ager publicus.

- Privatus vectigalisque. Campo o terreno que fue originariamente ager publicus y que se adjudicara a un particular en subasta pública. El adquiriente tenía la obligación de pagar una renta o canon anual al erario público. Las leges agrariae introdujeron límites a la posesión de estos campos.

- Ager Romanus. Territorio romano que originalmente comprendía el terreno de la ciudad de Roma, en sucesivas ampliaciones el territorio ocupado por las 35 tribus y por último la península itálica (ager italicus).

- Scripturarius. Parte  del ager publicus cedido a los particulares para el pastoreo con la obligación del pago de una tasa especial (scriptura).

- Stipendiarius. Terreno situado en las provincias que estaba sometido al pago de un stipendium (praedia stipendiaria).

- Tributarius. Terreno que paga tributo.

- Vectigalis. Terreno perteneciente al pueblo romano o a los municipios y arrendado a largo plazo o a perpetuidad, originariamente, los arrendamientos de estos campos eran realizados por los censores (leges censoriae) por un plazo de cinco años. La acción pretoria para proteger el derecho de los concesionarios se concede a semejanza de la reivindicatio (actio vectigalis), en el bajo imperio, el ager vectigalis se integra y confunde con el ager emphyteuticarius.

- Viritanus. terreno público asignado individualmente (viritim) a determinados ciudadanos, especialmente los asignados como ager privatus vectigalisque.